# Casa a la carretera Arbúcies, 52 (Sant Hilari Sacalm)
La Casa a la carretera Arbúcies, 52 és una obra modernista de Sant Hilari Sacalm (Selva) inclosa a l'Inventari del Patrimoni Arquitectònic de Catalunya.

## Descripció
Casa situada al nucli urbà de Sant Hilari Sacalm, a la carretera d'Arbúcies.
L'edifici, de planta baixa i golfes, està cobert per una teulada de teula àrab a doble vessant desaiguada a la façana principal i posterior.
A la façana principal, que dona a la carretera, hi ha la porta d'entrada en arc de llinda o arc pla, flanquejada a dreta i esquerra per dues finestres també en arc de llinda. Les finestres queden tancades per porticons. Totes les obertures estan emmarcades per un cos sobresortint pintat de color blanc, i protegides per un trencaaigües de ceràmica vidriada de color blau, que enbelleix l'edifici. Una cornissa motllurada, marca el pas de la planta baixa a les golfes, on hi ha respiralls de ceràmica romboidals situats sobre les obertures de la planta baixa.
La casa queda protegida per un tancat d'obra amb baranes de ferro forjat.

## Història
L'edifici recorda les típiques casetes d'estiueig relacionades amb l'activitat balneària de la Catalunya de principis del segle xx, cosa corroborada pel registre cadastral, que data la casa a l'any 1900.